# Antone Leonardu Massiani
Antone Leonardu Massiani (Novella, Alta Còrsega, 1816 - 1888) fou un escriptor i metge cors. Va estudiar medicina a Pisa i després es va tornar a establir com a metge a Novella, on hi va viure fins a la seva mort. És conegut per haver compost una poesia còmica de 114 tercets, Viaghju in Ascu, publicada amb el subtítol A cuccagna di Bazzicone. Fou publicat per primer cop al diari de Bastia Il Pescator di Chiaravalle. El 1926 tornà a ser publicada a la revista U Fuconez, i finalment apareguñe a la revista A Muvra el 1936. El poema està ambientat a les regions de Niolo, Balagna i Ghisonaccia.